# Wallace Shawn
Wallace Michael Shawn (New York, 1943. november 12. –) amerikai színész, szinkronszínész, komikus, drámaíró és esszéista.

## Életpályája
Shawn New Yorkban született, zsidó családban. Szülei William Shawn (1907–1992), a The New Yorker hosszú távú szerkesztője és Cecille Shawn (1906–2005) újságíró voltak. Két fiatalabb ikertestvére van: Allen, aki zeneszerző, és Mary Shawn, aki autista és intézetben él.
Shawn a Putney Schoolba járt, egy liberális művészeti magániskolába a vermonti Putneyban. A Harvard College-ban szerzett végzettséget történelemből. Az oxfordi Magdalen College-ban filozófiát, politikát és közgazdaságtant, valamint latint tanult; eredetileg diplomata akart lenni. Egy Fulbright-program keretében Indiába is elutazott angoltanárként. Latin nyelvet tanított Manhattanben, de 1979 óta elsősorban színészként keresi a kenyerét.

## Magánélete
2013 júniusában Shawn és számos más híresség szerepelt egy videóban, amelyben Chelsea Manninget támogatták. A „Miért nevezem magam szocialistának” című esszéjében online és később az Essays című írásában tette közzé.
Shawn zsidó származású, és vallásilag ateistának vallja magát. 2012-től Manhattan Chelsea városrészében él. A 2014-es izraeli–gázai konfliktus során kifejezte támogatását a palesztin nép iránt. Tagja a Jewish Voice for Peace (Zsidó Hang a Békéért) szervezetnek, és tagja a tanácsadó testületnek.
Hosszú távú társa Deborah Eisenberg írónő.

## Filmográfia
- Manhattan (1979)
- Egy elvált férfi ballépései (1979)
- Mindhalálig zene (1979)
- Simon (1980)
- Vacsorám Andréval (1981)
- Taxi (1982–1983)
- A szerelem bolondja (1983)
- Az évszázad üzlete (1983)
- Kasszafúrók (1984)
- A bostoniak (1984)
- Micki és Maude, avagy családból is megárt a sok (1984)
- Fiúiskola (1985)
- Főhivatal (1985)
- Hálószobaablak (1987)
- A rádió aranykora (1987)
- Hegyezd a füled! (1987)
- A herceg menyasszonya (1987)
- Cosby (1987–1991)
- A modernek (1988)
- Papa, én nő vagyok! (1989)
- A játék neve: Beverly Hills (1989)
- Nem vagyunk mi angyalok (1989)
- Árnyak és köd (1991)
- Idióták bolygója (1992)
- Örökké fiatalon (1992)
- A dupla nullás kölyök (1992)
- Özvegyek klubja (1993)
- Meteorember (1993)
- Rózsaszín párduc (1993–1995)
- Star Trek: Deep Space Nine (1993–1999)
- Mrs. Parker és az ördögi kör (1994)
- Ványa a 42. utcában (1994)
- A dadus (1994)
- Murphy Brown (1994–1997)
- Napoleon – Kis kutya, nagy pácban (1995)
- Pajzs a résen, avagy a tökéletlen erő (1995)
- Spinédzserek (1995, 1996–1997)
- Toy Story – Játékháború (1995)
- Charlie - Minden kutya a mennybe jut 2. (1996)
- Pinokkió (1996)
- Lakat alatt (1996)
- Vegasi vakáció (1997)
- Hollywoodi forgatókönyv (1997)
- Texas királyai (1997)
- Fájó gondviselés (1997)
- Kedvenc marslakóm (1999)
- Gyilkos utcák (1999)
- Toy Story – Játékháború 2. (1999)
- A tekerőlantos naplója (1999)
- Zsaroló a zsánerem (2000)
- Tanárok kedvence (2000–2002)
- A szexbomba (2001)
- A jade skorpió átka (2001)
- Szörny Rt. (2001)
- Bostoni halottkémek (2001–2006)
- Family Guy (2001–2011)
- Menekülés az életbe (2002)
- Partymikulás (2002)
- Az utolsó cowboy (2003)
- Jószomszédi iszony (2003)
- Elvarázsolt kastély (2003)
- Stréber (2004)
- Szex és New York (2004)
- Melinda és Melinda (2004)
- A Hihetetlen család (2004)
- Karácsonyi rémek (2004)
- Csillagkapu (2005)
- A szomszéd nője (2005)
- Született feleségek (2005)
- Csodacsibe (2005)
- A káosz birodalma (2006)
- Tom és Jerry: Tengerész egerész (2006)
- Esküdt ellenségek: Bűnös szándék (2006)
- Nagypályás kiskutyák (2006)
- Fedőneve: Pipő (2006)
- Anyád lehetnék (2007)
- New York-i szerenád (2007)
- Divatdiktátorok (2008)
- Mia és Migoo (2008)
- Scooby-Doo és a Koboldkirály (2008)
- L (2008–2009)
- Gossip Girl – A pletykafészek (2008–2012)
- Vészhelyzet (2009)
- Az égig érő paszuly (2009)
- Esküdt ellenségek: Különleges ügyosztály (2009–2018)
- A hatalom hálójában (2010)
- Drágán add a rétedet (2010)
- Toy Story 3. (2010)
- Kutyák és macskák: A rusnya macska bosszúja (2010)
- Hawaii vakáció (2011)
- Gondolatrendőrség (2011)
- Eureka (2011–2012)
- Kung Fu Panda – A rendkívüliség legendája (2011–2016)
- Pecatanya (2012)
- Vámpírcsajok (2012)
- A búcsúkoncert (2012)
- Vizsga két személyre (2012)
- Kalandra fel! (2013)
- A hasonmás (2013)
- A férjem védelmében (2013–2015)
- Phineas és Ferb (2014)
- A 7T (2014)
- Laura rejtélyei (2014)
- Toy Story: Múlt idő (2014)
- Különös karácsony (2014)
- Mozart a dzsungelben (2014–2018)
- Éjszakai műszak (2016)
- Parkműsor (2016)
- Családom, darabokban (2016)
- The Stinky & Dirty Show (2016–2019)
- Állati jó kekszek (2017)
- New York-i afférok (2017)
- Trollvadászok (2017–2018)
- OK K.O.! Legyünk hősök! (2017–2019)
- A káprázatos Mrs. Maisel (2017–2019)
- Könyvklub (2018)
- Az ifjú Sheldon (2018–2021)
- Diane védelmében (2018–2021)
- Green család a nagyvárosban (2019)
- A Simpson család (2019)
- Toy Story 4. (2019)
- Házassági történet (2019)
- The Bug Diaries (2019–2020)
- Bűbáj tábor (2020–2021)
- Békaland (2021)

## Fordítás
- Ez a szócikk részben vagy egészben  a   Wallace Shawn című angol Wikipédia-szócikk fordításán alapul.  Az eredeti cikk szerkesztőit annak laptörténete sorolja fel. Ez a jelzés csupán a megfogalmazás eredetét és a szerzői jogokat jelzi, nem szolgál a cikkben szereplő információk forrásmegjelöléseként.